# Megachile neutra
Megachile neutra är en biart som beskrevs av Joseph Vachal 1908. Megachile neutra ingår i släktet tapetserarbin, och familjen buksamlarbin. Inga underarter finns listade i Catalogue of Life.